# Nadia Ramassamy
Pour les articles homonymes, voir Ramassamy.
Nadia Ramassamy, née le 17 mai 1961 à Saint-Denis de La Réunion, est une femme politique française. 
Le 18 juin 2017, lors des élections législatives, elle est élue députée dans la sixième circonscription de La Réunion sous l'étiquette Les Républicains face à la députée PS sortante Monique Orphé. En décembre 2017, elle est élue à l'unanimité, présidente de l'Intergroupe parlementaire des Outre-mer.

## Biographie
Marie-Nadia Ramassamy est née le 17 mai 1961 à Sainte-Clotilde. Elle est la fille de Raymond Ramassamy, agriculteur et promoteur immobilier réunionnais et de Marie-Thérèse Ramassamy née Aroumougom, mère au foyer. Elle est originaire du quartier du Chaudron où elle passe son enfance. Après avoir obtenu son baccalauréat série D au lycée privé catholique Levavasseur de Saint-Denis, elle quitte son île natale pour Lyon en vue d'entamer des études de médecine. À son retour en 1988, elle commence son activité de médecin généraliste libérale à Sainte-Suzanne. 
Elle obtient également un DESS en droit des collectivités locales à l’université de La Réunion, ainsi qu'un master en management médical et suit des cours à Sciences-Po Paris dans le cadre d’un exécutive master en gestion publique.
En parallèle de sa carrière politique, elle continue à pratiquer la médecine à raison de quelques consultations. Elle s'investit notamment durant la pandémie de Covid-19 de 2020.

## Parcours politique
Elle se présente pour la première fois en 1995 aux élections cantonales de Sainte-Suzanne, où elle est élue conseillère générale face au sortant, le maire de Sainte-Suzanne, Maurice Gironcel. Elle perd face à ce dernier aux élections cantonales suivantes.
En 2004, elle fonde le parti APMR, Un avenir meilleur pour la population de La Réunion.
Après avoir conduit la liste de l'AMPR, elle rejoint la liste de Didier Robert aux élections régionales de 2010, après lesquelles elle devient vice-présidente de la région.
En mars 2015, elle devient conseillère départementale, en binôme avec Alain Armand, sur le canton du Chaudron et devient vice-présidente chargée de la jeunesse. 
En décembre 2015, elle est à nouveau sur la liste de Didier Robert, qui remporte les élections. Elle devient quatrième vice-présidente chargée du logement. 
En juin 2017, elle est élue députée sous l'étiquette Les Républicains face à Monique Orphé, qui dépose un recours au Conseil constitutionnel. La décision est rendue le 2 février 2018, rejetant le recours. Elle est membre de la commission des Affaires sociales. Son suppléant est Luçay Sautron. En raison de la loi sur le cumul des mandats, elle démissionne de son mandat de conseillère régionale et de la vice-présidence attachée.
Elle fait néanmoins son retour au conseil régional de La Réunion en 2021, élue sur la liste de Didier Robert, alors qu'elle ne se représente pas aux élections départementales qui ont lieu en même temps. Candidate à sa réélection lors des élections législatives de 2022, elle est éliminée dès le premier tour.